# Wienhäuser Liederbuch
Das Wienhäuser Liederbuch ist eine spätmittelalterliche Papierhandschrift, die kurz nach 1460 in dem Zisterzienserinnenkloster Wienhausen aus Vorlagen des 14. und 15. Jahrhunderts zusammengestellt wurde. Neuere Datierungen bestätigen das Jahr 1470.

## Inhalt der Handschrift
Die Handschrift besteht aus 40 Blatt im Hochformat in den Maßen 10 × 14 cm. Sie ist heute in biegsames Schweinsleder eingebunden. An der Abfassung waren laut Sievers wahrscheinlich fünf Schreiberinnen beteiligt.
Die Papierhandschrift enthält 59 Lieder, davon sind 55 religiösen und 4 weltlichen Inhalts, dazu eine Reimprosa. In Latein sind 17 Lieder verfasst, in lateinisch-niederdeutscher Wechselsprache 6 Lieder und 36 Lieder ganz in niederdeutscher Sprache.
Die 15 Melodien der Handschrift sind einstimmig in den Hufnagelnoten des 15. Jahrhunderts auf vier Linien notiert und zeigen einen unverkennbaren niederländischen Einfluss. Sie sind eine wichtige Quelle zur Erforschung des niederdeutschen Volksliedes. Zu den heute noch gebräuchlichen Kirchenliedern zählen In dulci jubilo (Nr. 14), Wir wollen alle fröhlich sein (Nr. 7). Bekannt ist auch das Volkslied Die Vogelhochzeit (Nr. 59).
Heinrich Sievers hat nach eigenen Angaben diese Handschrift im Klosterarchiv Wienhausen im Jahr 1932 wiederentdeckt. Sie wird dort aufbewahrt und trägt das Sigel Hs. 9.

## Kompositionen
- Alfred Koerppen: Invocationen nach Gesängen des Wienhäuser Liederbuches für Schola, gem. Chor, Fl. Ob. Vl. Vc. Kb. u. Orgel. Möseler, Wolfenbüttel 1968.

## Tonaufnahmen
- Elisabeth Schlemilch singt Weisen aus dem Wienhäuser Liederbuch. Camerata CM 17997 N.